# Tatu-mulita
O tatu-mulita ou tatuíra é um pequeno tatu campestre, encontrado no Paraguai, Argentina, Uruguai e Sul do Brasil. Atualmente considerado uma subespécie de tatu-galinha-pequeno (Dasypus septemcinctus), até 2018 foi considerado uma espécie à parte, de nome científico Dasypus hybridus.

## Características
É a menor espécie do gênero dásipo. Tem de 6 a 7 cintas móveis no meio do corpo, 9 a 13 anéis no rabo, 4 dedos nas patas dianteiras, além de outras características típicas. Sua carapaça é alta e ovalada e cabeça comprida, com orelhas longas.
Dasypus septemcinctus hybridus, de acordo com pesquisa extensa realizada em 2018 pelo taxonomista Feijó, difere das outras subespécies de tatu-mirim (Dasypus septemcinctus) por ser um pouco maior e ter o crânio mais robusto.